# Grand National (album)
Grand National è il quarto album in studio dei The John Butler Trio.

## Tracce
1. Better Than – 3:29
2. Daniella – 4:16
3. Funky Tonight – 5:27
4. Caroline – 3:48
5. Good Excuse – 3:26
6. Used To Get High – 4:28
7. Gov Did Nothin' – 8:04
8. Groovin' Slowly – 4:32
9. Devil Running – 4:49
10. Losing You – 3:47
11. Nowhere Man – 3:21
12. Fire In The Sky – 5:46
13. Gonna Take It – 4:44